# Vexillum castum
Vexillum castum is een slakkensoort uit de familie van de Costellariidae. De wetenschappelijke naam van de soort is voor het eerst geldig gepubliceerd in 1872 door H. Adams.